# Гаркавець
Гарка́вець —  село в Україні, у Краснокутській селищній громаді Богодухівського району Харківської області. Населення становить 8 осіб. Орган місцевого самоврядування до 2020 року - Пархомівська сільська рада.

## Географія
Село Гаркавець знаходиться у верхів'ях балки Петришів Яр, за 2 км від річки Хухра, біля її витоків. За 1 км розташоване село Каплунівка. По селу протікає пересихаючий струмок із загатою. За 1 км від села розташована залізнична станція Олександрівка.

## Історія
12 червня 2020 року, розпорядженням Кабінету Міністрів України № 725-р «Про визначення адміністративних центрів та затвердження територій територіальних громад Харківської області», увійшло до складу Краснокутської селищної громади.
19 липня 2020 року, в результаті адміністративно-територіальної реформи та ліквідації Краснокутського району, село увійшло до складу Богодухівського району.